# Ptychatractus occidentalis
Ptychatractus occidentalis is een slakkensoort uit de familie van de Ptychatractidae. De wetenschappelijke naam van de soort is voor het eerst geldig gepubliceerd in 1873 door Stearns.